# Cristina Lago

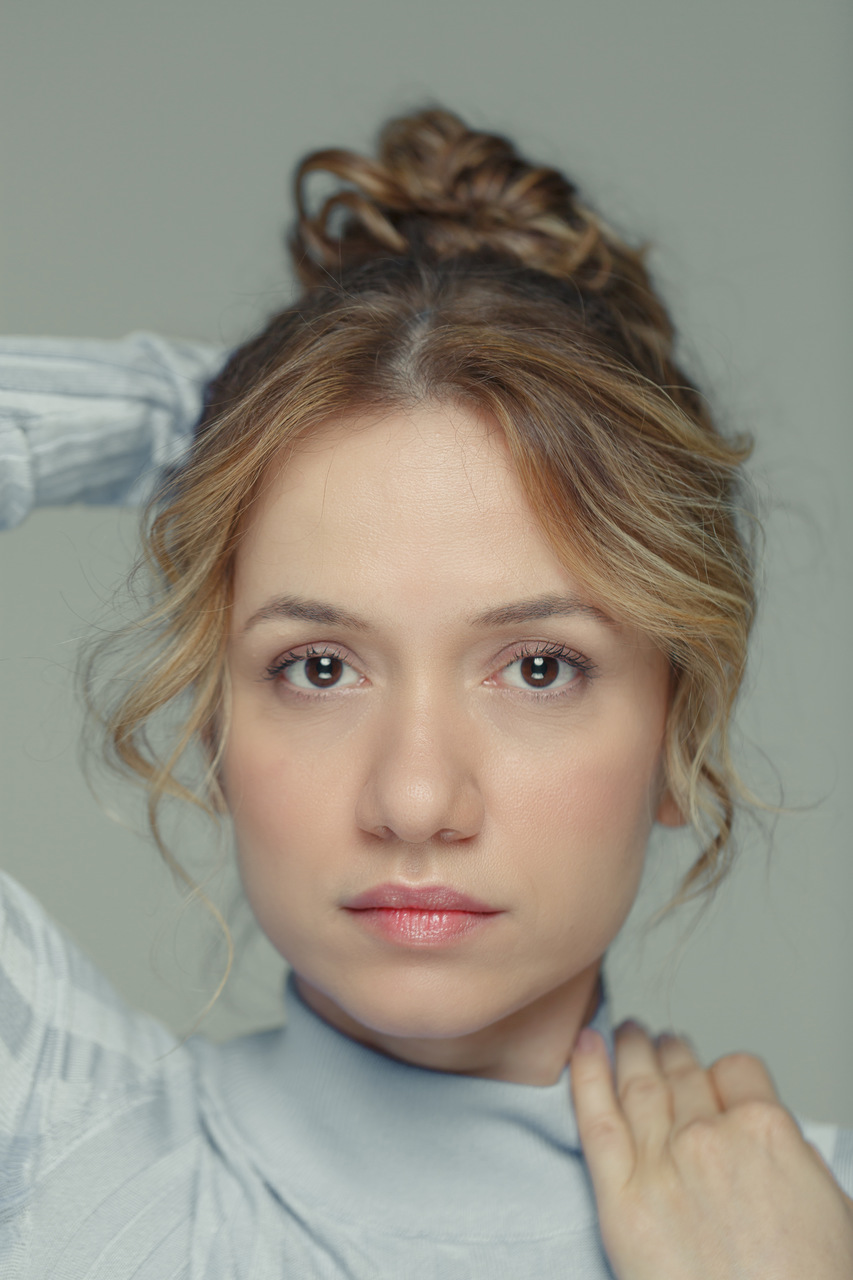
Cristina Lago, 2022

Cristina Lago (anhörenⓘ; * 10. Januar 1982 in Foz do Iguaçu, Paraná) ist eine brasilianische Schauspielerin.

## Leben
Lago wurde am 10. Januar 1982 in Foz do Iguaçu als Tochter von Marliz „Marinho“ Henrique do Lago und Cely Maria Preto do Lago geboren. In ihrer Kindheit sammelte sie durch Mitwirkungen in Bühnenstücken erste Erfahrungen als Schauspielerin. Sie begann im Jahr 2000 ein Jurastudium, das sie nur ein Jahr später wieder abbrach.
Sie zog nach Rio de Janeiro, wo sie am Faculdade Angel Vianna Theaterschauspiel und Tanz studierte. Nach ihrem Abschluss erhielt sie erste Arbeiten in Werbespots und später eine Festeinstellung im Theater. Sie begann ab Anfang der 2000er Jahre in verschiedenen brasilianischen Fernsehserien und Telenovelas mitzuwirken. Es folgten erste Besetzungen in Nebenrollen in Spielfilmen. 2011 übernahm sie im Drama Bruna Surfergirl – Geschichte einer Sex-Bloggerin die Rolle der Gabi.

## Filmografie (Auswahl)
- 2004: Sob Nova Direção (Fernsehserie, Episode 1x31)
- 2007: Maré, Nossa História de Amor
- 2009: Olhos Azuis
- 2009: Irmãos (Kurzfilm)
- 2010: A Vida Alheia (Fernsehserie, Episode 1x14)
- 2010: Os Gozadores (Fernsehserie)
- 2011: Bruna Surfergirl – Geschichte einer Sex-Bloggerin (Bruna Surfistinha)
- 2012: O Casamento de Mário e Fia (Kurzfilm)
- 2013: Éden
- 2013: Salve Jorge (Fernsehserie, Episode 1x121)
- 2013: Descalç sobre la terra vermella (Mini-Serie, 2 Episoden)
- 2014: Não Tá Fácil Pra Ninguém (Fernsehserie)
- 2014: O Caçador (Mini-Serie, Episode 1x02)
- 2014: Trair e Coçar é Só Começar (Fernsehserie, Episode 1x11)
- 2014: Milagres de Jesus (Fernsehserie, Episode 1x20)
- 2015: As Canalhas (Fernsehserie, Episode 3x02)
- 2015: I Love Paraisópolis (Fernsehserie)
- 2015: Psi (Fernsehserie, 2 Episoden)
- 2016: Malhação (Fernsehserie, 24 Episoden)
- 2017: Era Uma Vez Uma História (Fernsehserie, 3 Episoden)
- 2017: Sob Pressão (Fernsehserie, Episode 1x02)
- 2018: Conselho Tutelar (Fernsehserie, Episode 3x01)
- 2018: Pacto de Sangue (Fernsehserie, 8 Episoden)
- 2018: Terrores Urbanos (Fernsehserie, Episode 1x05)
- 2018: Magnífica 70 (Fernsehserie, 10 Episoden)
- 2019: Na Corda Bamba (Fernsehserie, 9 Episoden)
- 2020: Silêncio da Chuva